# Fais dodo (chanson)
Pour les articles homonymes, voir Fais dodo.
Fais dodo est une berceuse enfantine en langue française dont l'auteur est inconnu et est dans le domaine public.
La mélodie, très connue, date du XVIIIe siècle et se chante dans toutes les régions de France et également au Québec. Il y a quelques variantes, où les ingrédients du texte changent : nougat au lieu de chocolat, d'autres fois des bateaux : « Papa est en haut qui fait des bateaux pour le p'tit Pierrot qui fait son dodo... »

## Paroles
Fais dodo Colas mon p'tit frère, 

Fais dodo t'auras du lolo ;

Maman est en haut

qui fait du gâteau, 

Papa est en bas

qui fait du chocolat .

Fais dodo Colas mon p'tit frère, 

Fais dodo t'auras du lolo.

Fais dodo Colas mon p'tit frère, 

Fais dodo t'auras du lolo ;

Si tu fais dodo

Maman vient bientôt

Si tu ne dors pas

Papa s’en ira

Fais dodo Colas mon p'tit frère, 

Fais dodo t'auras du lolo.

## Musique
Variante : 

## Expressions
Dans cette comptine, il y a quelques expressions infantiles comme le "lolo", qui signifie le lait ou le sein maternel ou simplement à manger, ainsi que "faire dodo" expression très connue signifiant dormir.

## Sources
- Chansons populaires françaises pour pipeaux de bambou. Guilde française des faiseurs et joueurs de pipeaux, éd. Pierre Schneider, Paris 1937, p. 10.
- Les plus belles chansons du temps passé, Hachette, 1995, p. 176–177.

- Ressource relative à la musique :   - MusicBrainz (œuvres)